# Lampropterus shensiensis
Lampropterus shensiensis là một loài bọ cánh cứng trong họ Cerambycidae.